# Медаль «Генерал-майор Александр Александров»
Меда́ль «Генера́л-майо́р Алекса́ндр Алекса́ндров» — ведомственная медаль Министерства обороны Российской Федерации, учреждённая приказом Министра обороны Российской Федерации № 317 от 2 августа 2005 года. Автор проекта медали — художник полковник В. Б. Храпков.

## Правила награждения
Согласно Положению медалью «Генерал-майор Александр Александров» награждаются военнослужащие Вооружённых Сил, лица гражданского персонала Вооружённых Сил, ветераны Вооружённых Сил, находящиеся в запасе или отставке, а также другие граждане Российской Федерации и иностранные граждане за большой личный вклад в создание и популяризацию военно-патриотической музыки России и развитие армейской музыкальной культуры.
Награждение медалью производится приказом статс-секретаря - заместителя Министра обороны Российской Федерации по представлению начальника Главного управления по работе с личным составом Вооружённых Сил Российской Федерации в порядке, установленном в Министерстве обороны.

## Правила ношения
Медаль носится в соответствии с Правилами ношения военной формы одежды военнослужащими Вооружённых Сил Российской Федерации и располагается после медали Министерства обороны Российской Федерации «Генерал армии Маргелов».

## Описание медали
Медаль изготавливается из металла золотистого цвета, имеет форму круга диаметром 32 мм с выпуклым бортиком с обеих сторон. На лицевой стороне медали: в центре — рельефное профильное изображение портрета Александра Васильевича Александрова на фоне восходящих лучей, под ним — рельефное изображение лиры и лавровых ветвей; по кругу в верхней части — рельефная надпись: «ГЕНЕРАЛ-МАЙОР АЛЕКСАНДР АЛЕКСАНДРОВ». На оборотной стороне медали: в центре — рельефная надпись в четыре строки: «За вклад в развитие военной музыки» на картушном щите с четырьмя завитками (три вверху, один внизу), обрамлённом арматюрой из знамён, оружия и барабанов с трубами, над ней — рельефное изображение лиры; рельефная надпись: по кругу в верхней части — «МИНИСТЕРСТВО ОБОРОНЫ», в нижней части — «РОССИЙСКОЙ ФЕДЕРАЦИИ».
Медаль при помощи ушка и кольца соединяется с пятиугольной колодкой, обтянутой шёлковой муаровой лентой шириной 24 мм. С правого края ленты оранжевая полоса шириной 10 мм окаймлена чёрной полосой шириной 2 мм, левее — белая полоса шириной 12 мм, посередине которой — две красные полосы шириной 2 мм на расстоянии 4 мм друг от друга.
Элементы медали символизируют:
- изображение портрета генерал-майора А. В. Александрова (создатель ансамбля песни и пляски Советской Армии, его начальник и художественный руководитель) — выдающиеся заслуги в развитии военно-патриотической музыки и армейской музыкальной культуры;
- лира (символ музыкального искусства) — музыкальную и творческую деятельность А. В. Александрова;
- лучи восходящего солнца (символ света, развития, жизни) — весомый вклад А. В. Александрова в развитие военно-патриотической музыки России и армейской музыкальной культуры;
- лавровая ветвь (традиционный геральдический элемент, используемый на медалях) — высший знак воинской славы;
- картушный щит (символ защиты Отечества) и арматюра (декоративный набор оружия, знамён и других военных атрибутов) — преемственность традиций военных музыкантов в пропаганде и популяризации военно-патриотической музыки России и армейской музыкальной культуры;
- оранжевая полоса ленты медали, окаймлённая чёрной полосой, — статус медали как ведомственной награды Министерства обороны Российской Федерации;
- две красные полосы на белом фоне (цвета ленты ордена Красного Знамени) — заслуги ансамбля имени А. В. Александрова в деле укрепления боевого духа защитников Отечества.

## Дополнительные поощрения награждённым
- Согласно Федеральному закону РФ «О ветеранах» и принятым в его развитие подзаконным актам, лицам, награждённым до 20 июня 2008 года медалью «Генерал-майор Александр Александров», при наличии соответствующего трудового стажа или выслуги лет представляется право присвоения звания «ветеран труда»[3].